# 4-Me-αMT
4-Metil-alfa-etiltriptamina ou 4-metil-αMT (4-Me-αMT), também conhecida como 4,α-dimetiltriptamina (4,α-DMT), e MP-809, é uma droga pertencente a classe das triptaminas que foi pesquisada como um antidepressivo no início dos anos 1960 mas jamais foi comercializada.